# Daniel García Pulido
Daniel García Pulido (Santa Cruz de Tenerife, 22 de julio de 1975) es un investigador histórico español, que ejerce su labor profesional como técnico especialista del Fondo de Canarias de la Biblioteca General y de Humanidades de la Universidad de La Laguna.

## Biografía
Nació en Santa Cruz de Tenerife en 1975. Investigador especializado en el estudio y transcripción de fuentes documentales, ha prestado un interés particular por el apartado de las biografías y del patrimonio vinculados a un mejor conocimiento del siglo XVIII en Tenerife. Uno de sus ámbitos de investigación primordiales se centra en el episodio del ataque de Horacio Nelson a Santa Cruz de Tenerife en 1797, en la que es considerado uno de los máximos especialistas. Entre sus descubrimientos asociados a esta "Gesta" figura el esclarecimiento de la herida del contraalmirante Nelson con "una bala de mosquete" (citando por primera vez para este episodio el parte del cirujano Thomas Eshelby, que amputase el brazo al referido héroe británico), así como la reiteración de un personaje en la lista de fallecidos españoles (Juan Amarilis / Juan de Regla González Rodríguez).[cita requerida]
Miembro fundador de la Tertulia del 25 de Julio (junto a su padre, José Luis García Pérez; a Luis Cola Benítez y Juan Tous Meliá), en octubre de 1995. Siguiendo los sabios preceptos e intuición del periodista Juan Antonio Padrón Albornoz, García Pulido fue quien documentó la procedencia del ancla que se exhibe en Santa Cruz de Tenerife, frente a la sede de la Comandancia de Marina, como el ancla del Theseus, buque de la flota de Horacio Nelson, que atacó Santa Cruz de Tenerife a finales de julio de 1797.
Su precursora monografía sobre el camposanto de San Rafael y San Roque -primer cementerio al aire libre de la capital santacrucera- fue la angustiosa llamada de atención a las autoridades. Este trabajo, a modo de inventario y croquis de las lápidas existentes en el lugar, ha supuesto un apoyo decidido y firme para su restauración y salvación definitivas.[cita requerida]
También destaca su extenso y excelente trabajo sobre la figura del corsario Amaro Pargo, sacando a la luz detalles excepcionales de su vida y confirmando no solo la propiedad sobre la conocida como "Casa del Pirata" o "Casa de Amaro Pargo" en la zona de Machado en el municipio de El Rosario, sino retrasando la construcción de dicho inmueble a finales del siglo XVI, siendo una casona utilizada temporalmente por el Cabildo en sus trayectos hacia Candelaria cada 2 de febrero.[cita requerida]
Es técnico especialista del Fondo de Canarias de la Biblioteca General y de Humanidades de la Universidad de La Laguna.Y desde octubre de 2018 ocupa el cargo de bibliotecario-archivero de la Real Sociedad Económica de Amigos del País de Tenerife, desde ha impulsado la renovación y actualización de dicho ámbito en tan centenaria entidad.También es miembro de la Asociación de Hidalgos de Nivaria.

## Publicaciones
Entre sus publicaciones destacan:
- San Rafael y San Roque, un camposanto con historia (1810-1916), Ayuntamiento de Santa Cruz de Tenerife 2000.
- La Cueva de las Mil Momias, Edit. Herques, 2011 -junto a Antonio Tejera Gaspar, Juan Francisco Delgado y David Galloway-.
- Diario de José de Anchieta y Alarcón (1705-1767) -2 vols.-, Ayuntamiento de La Laguna, 2011.
- Fuentes documentales del 25 de julio de 1797 (en colaboración con Pedro Ontoria Oquillas y Luis Cola Benítez), Ayuntamiento de Santa Cruz de Tenerife, 1997.
- La historia del 25 de julio de 1797 a la luz de las fuentes documentales (en colaboración con Luis Cola Benítez), Ayuntamiento de Santa Cruz de Tenerife, 1999.
- Santiago del Teide, 500 años de historia (en colaboración con Mercedes Belda García), Ayuntamiento de Santiago del Teide, 2003.
- Addenda a las fuentes documentales del 25 de julio de 1797 (en colaboración con Pedro Ontoria Oquillas y Luis Cola Benítez), Ayuntamiento de Santa Cruz de Tenerife, 2008.
- El corsario de Dios (La Laguna, Archivo Histórico Provincial de Santa Cruz de Tenerife), Daniel García Pulido y Manuel de Paz.
- Cuaderno de citas de José de Anchieta y Alarcón, 5 volúmenes, (La Laguna 2017),  Daniel García Pulido.
- Amaro Pargo. Documentos de una vida I. Héroe y forajido (La Laguna, 2017-2018), Daniel García Pulido y Manuel de Paz.
- Amaro Pargo. Documentos de una vida, II. El Heredero (La Laguna 2018), Daniel García Pulido y Manuel de Paz.
- Amaro Pargo. Documentos de una vida, III. Reyes del mar (La Laguna 2018), Daniel García Pulido y Manuel de Paz.
- Amaro Pargo. Documentos de una vida, IV. El hijo cubano (La Laguna 2019), Daniel García Pulido y Manuel de Paz.
- Amaro Pargo. Documentos de una vida, V. San Amaro bendito (La Laguna 2019), Daniel García Pulido y Manuel de Paz.
- Obras canarias de Elías Serra Ràfols (1898-1972) (La Laguna 2019). Daniel García Pulido y Roberto J. González Zalacaín.[8]
- La Casa Fuerte de Adeje. Patrimonio e historia del sur de Tenerife (Adeje, 2020), Sara Barrios Díaz y Daniel García Pulido.
- Amaro Pargo. Documentos de una vida, VI. Cofrade (La Laguna 2021), Daniel García Pulido, Carlos Rodríguez Morales y Manuel de Paz.
- Amaro Pargo. Documentos de una vida, VII. Estirpe (La Laguna 2021), Daniel García Pulido, Valeria Aguiar Bobet y Manuel de Paz.
- Amaro Pargo. Documentos de una vida, VIII. A toda vela (La Laguna 2021), Daniel García Pulido, Cristina Ginovés Obón y Manuel de Paz.
- Amaro Pargo. Documentos de una vida, IX. Tierra a la vista (La Laguna 2022), Daniel García Pulido, Ángel Dámaso Luis León y Manuel de Paz.
- Amaro Pargo. Documentos de una vida, X. Guerreras (La Laguna 2022), Daniel García Pulido, Valeria Aguiar Bobet y Manuel de Paz.
- Amaro Pargo. Documentos de una vida, XI. Señoras del dinero (La Laguna 2022), Daniel García Pulido, Valeria Aguiar Bobet y Manuel de Paz.
- Amaro Pargo. Documentos de una vida, XII. Mujeres del pueblo (La Laguna 2022), Daniel García Pulido, Valeria Aguiar Bobet y Manuel de Paz.
- Consideraciones en torno a un enterramiento. ¿Dónde reposan los restos del Adelantado?, en "10 años de genealogía (2012-2022)", (La Laguna, SEGEHECA, 2022).

## Artículos
- Es autor de más de un centenar de artículos de temática histórica en la prensa local (suplemento La Prensa del periódico El Día).

De sus textos publicados en la prensa tinerfeña diaria destacamos:
- La historia de Sir Thomas Francis Fremantle, El Día. Suplemento cultural de La Prensa del Domingo. Santa Cruz de Tenerife, 23 de julio de 1988. pág. 4.
- San Bartolomé de Geneto, semblanza histórica El Lagunero. La Laguna, enero de 1996. p. 20.
- El eco de unas sabias palabras, El Día. Suplemento cultural de La Prensa del Domingo. Santa Cruz de Tenerife, 14 de abril de 1996. p. XI.
- Apuntes inéditos acerca de una herida histórica, El Día. Santa Cruz de Tenerife, 25 de julio de 1996. pp. 12-13
- Un vestigio aborigen en el olvido, [Junto a José Ignacio Suárez Baute y Estíbaliz Morales Ule] El Día. Suplemento cultural de La Prensa del Domingo. Santa Cruz de Tenerife, 8 de diciembre de 1996. pp. 1-3.
- Apuntes acerca de la residencia del general Antonio Gutiérrez en Tenerife, El Día. Suplemento cultural de La Prensa del Domingo. Santa Cruz de Tenerife, 2 de marzo de 1997. p. 8.
- Vicente de Siera, uno de los héroes de aquel 25 de julio de 1797, El Día. Santa Cruz de Tenerife, 27 de junio de 1997. p. 13.
- El derrotero de la escuadra británica en julio de 1797, El Día. Santa Cruz de Tenerife, 16 de julio de 1997. p. 14.
- El Círculo de Amistad y la Gesta del 25 de Julio, El Día. Suplemento cultural de La Prensa del Domingo. Santa Cruz de Tenerife, 9 de agosto de 1997. p. 8.
- En el recuento de unos héroes. Apuntes en torno a un equívoco que dura 200 años El Día. Suplemento cultural de La Prensa. Santa Cruz de Tenerife, 13 de diciembre de 1997. pp. 1-3.
- Cementerio de San Rafael y San Roque… donde subsiste el recuerdo insigne de nuestra ciudad, El Día. Suplemento cultural de La Prensa. Santa Cruz de Tenerife, 6 de junio de 1998. pp. 1-3.
- El castillo de San Andrés, el antiguo centinela, El Día. Suplemento cultural de La Prensa. Santa Cruz de Tenerife, 25 de julio de 1998. pp. 1-3.
- José Murphy, una figura que yace bajo el olvido en México, El Día. Suplemento cultural de La Prensa. Santa Cruz de Tenerife, 19 de septiembre de 1998. pp. 1-3.
- 1797: notas en torno al pasado de Arona, El Día. Suplemento cultural de La Prensa. Santa Cruz de Tenerife, 21 de noviembre de 1998. p. 8.
- En la epopeya de Magallanes, El Día. Suplemento cultural de La Prensa. Santa Cruz de Tenerife, 13 de marzo de 1999. pp. 1-3.
- Notas acerca de la servidumbre y residencia del general Gutiérrez en Santa Cruz, El Día. Suplemento cultural de La Prensa. Santa Cruz de Tenerife, 10 de abril de 1999. pp. 1-3.
- ¿Cumplió Nelson con su palabra? Apuntes en torno a un hipotético asalto en 1800 El Día. Suplemento cultural de La Prensa. Santa Cruz de Tenerife, 2 de octubre de 1999. pp. 1-3.
- Un escudo con historia. La Hanty: un escudo y una familia con historia en San Bartolomé de Geneto El Día. Suplemento cultural de La Prensa. Santa Cruz de Tenerife, 20 de noviembre de 1999. p. 1-3.
- Apuntes en torno al legado de Imeldo Serís-Granier y Blanco a Santa Cruz de Tenerife, El Día. Suplemento cultural de La Prensa". Santa Cruz de Tenerife, 15 de enero de 2000. p. 1-3.
- Un recuerdo histórico en las alturas de Santa Cruz de Tenerife. En torno a una fortificación olvidada El Día. Suplemento cultural de La Prensa. Santa Cruz de Tenerife, 12 de febrero de 2000 pp. 1-3.
- Irlandeses y canarios unidos a lo largo de los siglos en el archipiélago canario, El Día. Santa Cruz de Tenerife, 27 de junio de 2000. p. 80.
- Apuntes sobre un hijo ilustre de Güímar. D. Waldo Gutiérrez Marrero El Día. Suplemento cultural de La Prensa. Santa Cruz de Tenerife, 1 de julio de 2000. pp. 1-3.
- ¿Leyenda o realidad? La muerte de Fernando Fernández de Lugo en La Laguna, El Día. Suplemento cultural de La Prensa. Santa Cruz de Tenerife, 24 de febrero de 2001. pp. 1-3. (Reeditado, con motivo del premio Rumeu de Armas, en dicho suplemento el 26 de enero de 2002, pp. 6-7).
- Así dicen las escrituras… El solar del primer campus universitario de La Laguna, El Día. Suplemento cultural de La Prensa. Santa Cruz de Tenerife, 6 de octubre de 2001. pp. 1-3.
- Un derrotero inacabado: el papel de la corbeta "La Mutine" en La India, El Día. Suplemento cultural de La Prensa. Santa Cruz de Tenerife, 16 de marzo de 2002. pp. 1-3.
- El legado de los Estévanez: una casona a la sombra de un almendro, El Día. Suplemento cultural de La Prensa. Santa Cruz de Tenerife, 29 de mayo de 2004. pp. 1-3. (Reeditado, con motivo del premio Leoncio Rodríguez, en dicho suplemento el 22 de enero de 2005, pp. 6-7).
- Esbozos sobre Garachico: la casa del marqués de la Quinta Roja El Día. Suplemento cultural de La Prensa. Santa Cruz de Tenerife, 2 de octubre de 2004. pp. 1-3.
- Una puerta al pasado. El ebanista Isidro Tuté Quintero (1842-1917) El Día. Suplemento cultural de La Prensa. Santa Cruz de Tenerife, 11 de junio de 2005. pp. 6-7.
- Don Santiago de la Rosay León, un espíritu vinculado a El Toscal El Día. Suplemento cultural de La Prensa. Santa Cruz de Tenerife, 4 de febrero de 2006. pp. 1-3.
- Un posible vestigio patrimonial inadvertido: el ancla del HMS Theseus, El Día. Suplemento cultural de La Prensa. Santa Cruz de Tenerife, 7 de octubre de 2006. pp. 1-3.
- Un rincón olvidado de Canarias en Sevilla, El Día. Suplemento cultural de La Prensa. Santa Cruz de Tenerife, 3 de febrero de 2007. pp. 1-3.
- Reflexiones en torno a la actuación de un oficial denostado: don Juan Bautista de Castro-Ayala El Día. Suplemento cultural de La Prensa. Santa Cruz de Tenerife, 24 de marzo de 2007. pp. 1-3.
- Tegueste en una página singular de la emigración canarias a tierras americanas El Día. Suplemento cultural de La Prensa. Santa Cruz de Tenerife, 13 de octubre de 2007 pp. 1-3.
- El procurador de causas don Romualdo García-Panasco y Díaz, un personaje en la historia de Santa Cruz de Tenerife a fines del Ochocientos, El Día. Suplemento cultural de La Prensa". Santa Cruz de Tenerife, 8 de diciembre de 2007. pp. 1-3.
- Apuntes sobre el ebanista santacrucero Juan González y González, El Día. Suplemento cultural de La Prensa. Santa Cruz de Tenerife, 22 de diciembre de 2007. pp. 1-3.
- Tras la figura de Aurora García Guanche, alma y génesis de la farmacia "El Chinito", en Santa Cruz de Tenerife, El Día. Suplemento cultural de La Prensa. Santa Cruz de Tenerife, 2 de febrero de 2008. pp. 1-3.
- Don Juan Avelino González Ramos, una vida dedicada al gobierno municipal El Día. Suplemento cultural de La Prensa. Santa Cruz de Tenerife, 18 de octubre de 2008. pp. 1-3.
- Don Diego Fernández Ortega, una temprana y distinguida biografía tras "La Estatua" de La Rambla, El Día. Suplemento cultural de La Prensa. Santa Cruz de Tenerife, 2 de mayo de 2009. pp. 1-3.
- Redescubriendo a Sabino Berthelot. Una aproximación documental a su familia y residencia en Tenerife, El Día. Suplemento cultural de La Prensa. Santa Cruz de Tenerife, 6 de junio de 2009. pp. 1-3.
- El mito cinéfilo de Miguel Brito, "La Opinión de Tenerife. Santa Cruz de Tenerife, 23 de mayo de 2009. p. 67.
- La casa de La Tosquita, una evocación singular de la figura de D. Benito Pérez Armas en Anaga, El Día. Suplemento cultural de La Prensa. Santa Cruz de Tenerife, 26 de septiembre de 2009. pp. 1-3.
- Epílogo triste a un espíritu privilegiado: los últimos años de D. Bernardo Cólogan Fallon (1772-1814), El Día. Suplemento cultural de La Prensa. Santa Cruz de Tenerife, 20 de enero de 2010. pp. 1-3.
- A modo de recensión de la obra "La piratería en Canarias", de Manuel de Paz Sánchez, El Día. Santa Cruz de Tenerife, 26 de enero de 2010. p. 64.
- Una búsqueda en ciernes: un artículo perdido del científico Michael Faraday sobre Tenerife, El Día. Suplemento cultural de La Prensa. Santa Cruz de Tenerife, 27 de febrero de 2010, pp. 1-3.
- Una página dorada de la psicología mundial fue escrita en Tenerife. Wolfgang Köhler y sus experimentos con primates en el Puerto de la Cruz, El Día. Suplemento cultural de La Prensa. Santa Cruz de Tenerife, 26 de junio de 2010. pp. 1-3.
- Rescatando una visita ilustre a Tenerife en 1935: el exministro Marcelino Domingo, El Día. Suplemento cultural de La Prensa. Santa Cruz de Tenerife, 2 de octubre de 2010. pp. 1-3.
- Ad ruinas urbis vetustis. El sepulcro de Jorge Grimón en la iglesia de San Agustín de La Laguna El Día. Suplemento cultural de La Prensa. Santa Cruz de Tenerife 29 de enero de 2011. pp. 1-3.
- Volcanes de papel, exposición bibliográfica en la Biblioteca Universitaria de La Laguna, El Día. Suplemento cultural de La Prensa. Santa Cruz de Tenerife, 18 de junio de 2011. pp. 1-3.
- La doble incertidumbre de un óleo. Consideraciones en torno a un retratado y a un retratista en el olvido (I), [Junto a Pedro Ontoria Oquillas] El Día. Suplemento cultural de La Prensa. Santa Cruz de Tenerife, 20 de agosto de 2011, pp. 4-5.
- La doble incertidumbre de un óleo. Consideraciones en torno a un retratado y a un retratista en el olvido (y II), [Junto a Pedro Ontoria Oquillas] El Día. Suplemento cultural de La Prensa. Santa Cruz de Tenerife, 27 de agosto de 2011, pp. 4-5.
- "Entre cuevas", la novela de "La cueva de las Mil Momias", El Día. Suplemento cultural de La Prensa. Santa Cruz de Tenerife, 29 de octubre de 2011, p. 3.
- La soledad de un general. Una aproximación documental al estado mayor de la plaza de Santa Cruz de Tenerife en la madrugada del 25 de julio de 1797 (I) El Día. Suplemento cultural de La Prensa. Santa Cruz de Tenerife, 17 de diciembre de 2011, pp. 4-5.
- La soledad de un general. Una aproximación documental al estado mayor de la plaza de Santa Cruz de Tenerife en la madrugada del 25 de julio de 1797 (y II) El Día. Suplemento cultural de La Prensa. Santa Cruz de Tenerife, 24 de diciembre de 2011. pp. 4-5.
- Un testimonio único de la historia reciente del turismo: el Hotel El Médano El Día. Suplemento cultural de La Prensa. Santa Cruz de Tenerife, 4 de febrero de 2012. pp. 1-3.
- Rasgos inusuales de un espacio emblemático de Santa Cruz de Tenerife: la fuente de la plaza de Weyler (I), El Día. Suplemento cultural de La Prensa. Santa Cruz de Tenerife, 7 de julio de 2012. pp. 1-3.
- Rasgos inusuales de un espacio emblemático de Santa Cruz de Tenerife: la fuente de la plaza de Weyler (y II), El Día. Suplemento cultural de La Prensa. Santa Cruz de Tenerife, 14 de julio de 2012. p. 1-3
- Pinceladas históricas sobre la hacienda de Roque Bermejo en Anaga (I), [Junto a José Manuel Guzmán Rodríguez]. El Día. Suplemento cultural de La Prensa. Santa Cruz de Tenerife, 8 de septiembre de 2012. pp. 1-3.
- Pinceladas históricas sobre la hacienda de Roque Bermejo en Anaga (II), [Junto a José Manuel Guzmán Rodríguez]. El Día. Suplemento cultural de La Prensa. Santa Cruz de Tenerife, 15 de septiembre de 2012. pp. 1-3.
- Pinceladas históricas sobre la hacienda de Roque Bermejo en Anaga (III), [Junto a José Manuel Guzmán Rodríguez]. El Día. Suplemento cultural de La Prensa. Santa Cruz de Tenerife, 22 de septiembre de 2012. pp. 1-3.
- Pinceladas históricas sobre la hacienda de Roque Bermejo en Anaga (IV), [Junto a José Manuel Guzmán Rodríguez]. El Día. Suplemento cultural de La Prensa. Santa Cruz de Tenerife, 3 de noviembre de 2012. pp. 1-3.
- Pinceladas históricas sobre la hacienda de Roque Bermejo en Anaga (y V), [Junto a José Manuel Guzmán Rodríguez]. El Día. Suplemento cultural de La Prensa. Santa Cruz de Tenerife, 17 de noviembre de 2012. pp. 1-3.
- El yacimiento de La Pared (Fuerteventura), el auténtico "muro de Adriano" isleño, El Día. Suplemento cultural de La Prensa. Santa Cruz de Tenerife, 29 de agosto de 2013. pp. 1-3.
- Una mirada científica sobre Viera y Clavijo, precursor de un cambio de metodología en la Historia insular, El Día. Suplemento cultural de La Prensa. Santa Cruz de Tenerife, 16 de febrero de 2014, pp. 1-3.
- El poblado de La Albarrada, una oportunidad y un espacio para viajar en el tiempo El Día. Suplemento cultural de La Prensa. Santa Cruz de Tenerife, 20 de julio de 2014. pp. 1-3.
- Referencias históricas acerca de la iglesia de San Bartolomé de Geneto, El Día. Suplemento cultural de La Prensa. Santa Cruz de Tenerife, 24 de agosto de 2014, pp. 1-3.
- Blasco Ibáñez, Tenerife, mayo de 1909: coordenadas de una estancia imborrable para la isla El Día. Suplemento cultural de La Prensa del Domingo. Santa Cruz de Tenerife, 21 de septiembre de 2014. pp. 1-3.
- Olivia Stone: aproximación a una biografía desconocida, El Día. Suplemento cultural de La Prensa. Santa Cruz de Tenerife, 15 de febrero de 2015. pp. 1-3.
- Tras la huella de Amaro Pargo. Los tibores de la colección patrimonial de la RSEAPT, El Día. Suplemento cultural de La Prensa. Santa Cruz de Tenerife, 16 de agosto de 2015. pp. 1-4.
- La barca que cruzó la antigua laguna de Aguere: la certeza de una bella leyenda, El Día. Suplemento cultural de La Prensa. Santa Cruz de Tenerife, 14 de febrero de 2016. pp. 1-3.
- Taganana y su alcalde en la defensa frente a Nelson en 1797, [Junto a Amós Farrujia Coello] El Día. Suplemento cultural de La Prensa. Santa Cruz de Tenerife, 30 de julio de 2016. pp. 1-3.
- Simón de Lara y Castro, subteniente del Regimiento de Milicias provinciales de La Laguna, y la acción del "Boquete" el 25 de julio de 1797, [Junto a Amós Farrujia Coello] El Día. Suplemento cultural de La Prensa. Santa Cruz de Tenerife, 6 de agosto de 2016. pp. 1-3.
- Fragmentos de historia sepultada. Sobre el hallazgo de dos antiguas balas de hierro en Valleseco, El Día. Suplemento cultural de La Prensa. Santa Cruz de Tenerife, 24 de diciembre de 2016, pp. 1-2.
- Tributo al verdadero heroísmo. La mujer de San Andrés en el amanecer del 22 de julio de 1797, El Día. Suplemento cultural de La Prensa. Santa Cruz de Tenerife, 11 de marzo de 2017. pp. 1-3.
- Otro tesoro documental para 1797: la carta de Nelson a Gutiérrez, la primera firmada con su mano izquierda, El Día. Suplemento cultural de La Prensa. Santa Cruz de Tenerife, 22 de julio de 2017. pp. 1-4.
- El pediatra Isidoro Hernández González (1902-1963), un defensor infatigable de la infancia tinerfeña, El Día. Suplemento cultural de La Prensa. Santa Cruz de Tenerife, 7 de abril de 2018. pp. 1-3.
- Tras el patrimonio tangible de aquella Gesta. La escala de asalto "tomada" a los ingleses, El Día. Suplemento cultural de La Prensa. Santa Cruz de Tenerife, 21 de julio de 2018. pp. 1-3.
- El barranco de la Albarrada, una aproximación inédita a la batalla de Acentejo, El Día. Suplemento cultural de La Prensa. Santa Cruz de Tenerife, 26 de enero de 2019. pp. 1-3.
- In memoriam belli: el cañón de campaña británico tomado a los ingleses el 25 de julio de 1797, [Junto a Pedro Ontoria Oquillas] El Día. Suplemento cultural de La Prensa. Santa Cruz de Tenerife, 20 de julio de 2019. pp. 34-35.
- San Rafael y San Roque: dos santos protectores para un camposanto, El Día. Santa Cruz de Tenerife, 1 de noviembre de 2020. p. 22.
- Todo empezó a la vera de una ventana del Ateneo, El Día. Santa Cruz de Tenerife, 10 de noviembre de 2020. p. 14.
- La estancia de los príncipes británicos Alberto Víctor y Jorge Federico en Tenerife [Junto a Pedro Ontoria Oquillas], El Día. Santa Cruz de Tenerife, 20 de diciembre de 2020. p. 22.

## Premios y reconocimientos
- Primer premio de periodismo "General Gutiérrez" (1999 y 2016), por el Centro de Historia y Cultura Militar de Canarias.[9]
- Primer premio de investigación "Marqués de Villanueva del Prado" (2001) -junto a José Luis García Pérez y Luis Cola Benítez-, por la RSEAPT.
- Premio de Investigación histórica "Antonio Rumeu de Armas" (2002), por el periódico "El Día".
- Premio de Periodismo "Leoncio Rodríguez" (2005), por el periódico "El Día".
- Premio de periodismo "Sabino Berthelot" (2009), por la Alianza Francesa de Tenerife.